# Corrida de São Silvestre de 1925
A Corrida de São Silvestre de 1925 foi a primeira edição da Maior Prova Pedestre da América do Sul, realizada no final da noite no dia 31 de dezembro de 1925, pelas ruas do centro da Cidade de São Paulo, a prova foi de organização da Cásper Líbero. O trajeto era de seis quilômetros e duzentos metros, e a largada foi dada em plena noite de Réveillon, exatamente às 23,55 hrs em 31 de dezembro de 1925, em frente ao Belvedere da Paulista (mais conhecido como Trianon) com o término na Ponte Grande às margens do Tietê (atual Ponte das Bandeiras)  Devido à chuva intermitente, os atletas do pelotão de vanguarda não puderam alinhar, bem com o intenso movimento de pessoas e carros nas proximidades do Trianon, local da partida, foram os motivos que levaram ao atraso da largada

## Percurso
Largada em frente ao Belvedere da Paulista (mais conhecido como Trianon) e seguiu pela Avenida Paulista, entrou na Avenida Brigadeiro Luiz Antonio descendo até a Rua Santo Amaro em direção ao Largo do Piques, seguiu pelo Vale do Anhangabaú até a Delegacia Fiscal na esquina com a Avenida São João, e subiu à direita até a Rua Libero Badaro, passou pelo Largo de São Bento dali em direção à Rua Florêncio de Abreu, seguindo esta até o final desta rua e entrando na Avenida Tiradentes e em seguida na Avenida Santos Dumont, terminando defronte a Associação Athlética São Paulo , bem em frente à Ponte Grande sobre o Rio Tietê (hoje se localiza a Ponte das Bandeiras). Os juízes estacionários e de percurso queimaram fogos de bengala, de cor vermelha e verde, o que deu um interessante aspecto à importante prova.
O percurso durante as 3 primeiras edições teve 6 200 metros, sendo que a partir de 1928 passou a ter 8 800 metros.
Não existem fotos da prova, visto que a prova era noturna e com chuvas durante a prova, sendo que o próprio jornal A GAZETA organizadora da prova não publicou nenhuma foto em sua matéria do dia 02 de janeiro de 1926. a foto mostrada neste artigo é meramente ilustrativa, a largada da prova foi na Avenida Paulista.

## História

Foto diurna meramente ilustrativa, não existe fotos da primeira edição da Corrida de São Silvestre

Cásper Líbero, um jornalista e advogado paulista milionário que fez fortuna no início do século XX no setor de imprensa, fez uma viagem a Paris e de lá voltou maravilhado com uma corrida realizada à noite, em que os corredores carregavam tochas ao longo do percurso. Entusiasta do esporte e decidido a promover algo semelhante no Brasil, criou  uma corrida noturna a ser realizada no último dia do ano de 1925. Estava fundada a Corrida de São Silvestre, que recebeu esse nome em homenagem ao santo do dia, São Silvestre.
Em sua primeira edição, de 62 inscritos 51 compareceram para disputar a prova e apenas 38 foram oficialmente classificados, já que as regras exigiam que todos os corredores cruzassem a linha de chegada no máximo 8 minutos após a chegada do vencedor, 11 não se classificaram e houve 2 desistências pelo caminho. O primeiro vencedor foi o atleta de corridas Alfredo Gomes, do Clube Espéria que completou os seis mil e duzentos metros do percurso em 23"19"08.
O primeiro a cruzar a linha de chegada, foi um dos pioneiros do atletismo no Brasil: Alfredo Gomes com 25 anos de idade, atleta do Clube Espéria desde os tempos que se chamava Clube Floresta. Na época era o recordista brasileiro nos dez mil metros, durante a década de 20 toda, o Alfredo Gomes praticamente ganhou tudo que ele disputou. Vitórias que o fizeram ser escolhido para ser o porta-bandeira brasileiro nos Jogos Olímpicos de Paris em 1924. Mas aquela conquista da primeira São Silvestre o transformou na maior estrela do atletismo nacional..
Foi na pista do Clube Espéria que essa trajetória de sucessos começou e acabou também. Em março de 1963, uma triste notícia no jornal: "Em plena pista faleceu Alfredo Gomes!". O primeiro vencedor da São Silvestre sofreu um ataque cardíaco e morreu aos 63 anos, logo depois de um treino na qual ele sempre fazia aos domingos no Clube de seu coração.

## Resultados

#### Masculino
- 1º Alfredo Gomes (Clube Espéria) com o tempo de 23"19"08 ,[12]
- 2º M.Marcondes (clube Espéria)
- 3º José Maccori (Clube Espéria)
- 4º José de Freitas (avulso)
- 5º R.Roselli ( Associação Athlética Colombo)
- 6º Bruno Di Tolla ( Clube Espéria)
- 7º Manoel Camacho (Santo Amaro)
- 8º A.Coelho Filho (avulso)
- 9º  Antonio Alexandre (Clube Esperia)
- 10º Arnalldo Camargo (Clube Espéria)